# XVIII Brygada Piechoty (II RP)
XVIII Brygada Piechoty (XVIII BP) – brygada piechoty Wojska Polskiego II RP.

## Formowanie i walki
XVIII BP sformowana została w kwietniu 1919, w składzie 9 Dywizji Piechoty.
Od 20 lipca 1920 brygada walczyła w rejonie Grodna z 3 Korpusem Kawalerii Gaj Chana. 22 lipca wszedł do działań 35 pułk piechoty i podporządkowany płk. Łuczyńskiemu 41 pp, dwie baterie 10 pap, szwadron 13 puł  i kompania czołgów. Gaj Chan tak wspomina te walki: „Straciłem 500 ludzi zabitych i rannych. 400 koni i 7 dni drogiego czasu”.
24 lipca brygada wycofywała się drogą Kuźnica – Sokółka. W rejonie Sokółki  przebiła się przez szyki bolszewickiej 15 Dywizji Kawalerii. 27 lipca koło Tykocina przekroczyła Narew i tam zorganizowała obronę.
31 lipca wycofano się znad Narwi. 2 sierpnia walczono w rejonie Mężenina. Tu brygada odniosła sukces. Przeciwnikowi zadano dotkliwe straty. Jednak pod Jabłonką rozbity został 34 pułk piechoty. Stracił on blisko 3/4 stanu  osobowego oraz większość karabinów maszynowych i taborów.
W październiku-listopadzie 1921 dowództwo brygady przeformowane zostało w dowództwo piechoty dywizyjnej lub rozformowane (?), a oba pułki podporządkowane zostały bezpośrednio dowódcy 9 DP.

## Obsada personalna dowództwa
- płk Mieczysław Mackiewicz
- ppłk Grabowski
- płk Aleksander Łuczyński
- płk Stanisław Springwald

## Organizacja
Skład brygady nie był stały. Jej dowództwo pełniło rolę dowództwa taktycznego, któremu w miarę potrzeb i możliwości przydzielano określone jednostki piechoty, często wzmacniając je artylerią i pododdziałami kawalerii.
- dowództwo XVIII Brygady Piechoty
- 34 pułk piechoty
- 35 pułk piechoty